# Суханов, Алексей Станиславович
Алексе́й Станисла́вович Суха́нов (укр. Олексій Станіславович Суханов; род. 4 января 1974, Иваново) — украинский (в прошлом российский) журналист, теле- и радиоведущий.

## Биография
Родился 4 января 1974 года в городе Иваново в семье инженеров. Телевидением, по его собственным словам, «бредил буквально с детства» — приходя после школы домой, садился перед зеркалом и декламировал статьи из советских газет, а в юношеском возрасте делал передачи на радиоузле торгового техникума, в котором учился позже. Окончил техникум по специальности «технология приготовления пищи». Некоторое время подрабатывал в ресторанах и кафе. Высшее образование получил в Московском государственном университете коммерции, отделение менеджмента которого окончил в 1997 году.
Карьеру начал на областном радио родного города, по итогам конкурса получив должность ведущего. Там же познакомился с будущей женой Ольгой. Позже работал на ивановском областном ТВ. Затем отправился на курсы повышения квалификации в Москву, где остался, став корреспондентом Службы информации радиостанции «Маяк».
С июля 2001 по начало 2006 года — ведущий утренних и дневных выпусков программы «Сегодня» на телеканале НТВ. С февраля 2006 года вёл дневной эфир радио «Сити-FM», обсуждая вместе со слушателями новости городского и регионального значения.
Осенью того же года появляется на «Пятом канале» в качестве ведущего вечерних новостей программы «Сейчас». Позже Алексей на том же «Пятом канале» становится ведущим ток-шоу «Большая страна» и информационно-аналитической программы «Главное». С ноября 2008 года до июля 2011 года — ведущий программы «Диалог с городом», где на регулярной основе беседовал с тогдашним губернатором Петербурга Валентиной Матвиенко, и один из ведущих регионального проекта «Петербургский час» (с апреля по сентябрь 2009).
С 2010 по 9 декабря 2011 года вёл дневные выпуски новостной программы «Здесь и сейчас» на телеканале «Дождь», программу «Утро на Дожде», а с 1 сентября по 20 ноября 2010 года — также программу «Технологии будущего» на телеканале «ТВ-3». Кроме того, в рамках утреннего эфира на радио «Сити-FM» ведущий рубрики «Обзор прессы».
Осенью 2011 года перешёл на телеканал «РЕН ТВ». Изначально должен был вести общественное ток-шоу «Хватит молчать», чередуясь каждую неделю с Тиграном Кеосаяном, но вместо этого были реализованы другие планы.
С 12 декабря 2011 по 15 августа 2014 года — ведущий вечерних выпусков информационной программы «Новости 24».
С 16 апреля 2012 по 23 февраля 2022 года — ведущий социального ток-шоу «Говорить Україна» на телеканале «Украина». В течение двух лет совмещал работу на двух телеканалах — российском и украинском.
В феврале 2014 года поддержал Евромайдан. В августе 2014 года уехал из России и ушёл с «РЕН ТВ» в связи с собственным несогласием с позицией канала по войне на востоке Украины и другим событиям в стране. В 2017 году в одном из интервью Суханов рассказал, что живёт на две страны — Украину и Латвию.
С 20 июля 2015 года вёл кулинарную рубрику «Кращі рецепти» в рамках утреннего шоу «Ранок з Україною» на канале «Украина». С 13 февраля по 26 декабря 2016 года — также ведущий программы «Кулинарная академия» на том же телеканале.
В 2021 году принимал участие в музыкальном проекте «Маска» на телеканале «Украина».
В связи с вторжением России в Украину остался в Киеве и вступил в территориальную оборону столицы.
В декабре 2022 года, после закрытия телеканала «Украина» и аннулирования лицензий «Медиа Группы Украина» Рината Ахметова, начал сотрудничество с телеканалом «1+1», где он стал ведущим нового ток-шоу «Говорит вся страна», которое выходит с 27 февраля 2023 года.
23 мая 2025 года включён Министерством юстиции РФ в реестр «иноагентов».

## Личная жизнь
Жена (с 2000 по 2013 год) — Ольга Николаевна Каменчук, выпускница исторического факультета Ивановского государственного университета (1999), доктор психологических наук, профессор Института политического анализа и Школы коммуникаций, Северо-западного университета (Northwestern University), США. Занимается исследованиями в области политической психологии, общественного мнения и международной безопасности. Проживает в г. Чикаго, США.

## Награды
- По итогам рейтинга телекумиров, проводимого «Комсомольской правдой» в феврале 2005 года, занял 9 место в рубрике «Лучший ведущий информационной программы»[26].
- 30 ноября 2012 года программа «Говорит Украина», которую ведёт Алексей Суханов, стала победителем 12-й национальной телевизионной премии «Телетриумф» за сезон 2011—2012 годов в номинации «Общественно-социальное ток-шоу»[27].

## Взгляды
О так называемой «старой» команде НТВ отзывается скептически: «Ушли люди со старой команды НТВ. И, как показало время, эти люди не были такими уж идейными, какими себя выдавали. Потому что иные из этой старой команды НТВ сейчас замечательно успешно работают на „Первом канале“ и делают вполне подобострастные сюжеты, и ничто их не смущает». Тем не менее, Алексей Суханов считает работу на НТВ важной частью своего профессионального роста, отмечая, что и среди оставшихся на канале было немало профессионалов, у которых ведущий и учился: «…я горжусь, наверное, тем, что благодаря НТВ я сформировался и состоялся, как бы это нескромно ни звучало, в профессиональном плане. Меня очень многому на НТВ научили, и лично Миткова».
Осуждает законопроект о запрете пропаганды гомосексуализма среди несовершеннолетних, заявляя: «…я как любил кого хочу, так и буду любить, как целовал при встрече дорогих мне людей, так и буду целовать, как не скрывал своих чувств к парням, так и не буду скрывать».
В интервью «Российской газете» о новостях, информации и объективности отметил, что каждый телеканал в той или иной степени зависим от позиции его хозяев. Ведущий же должен быть заразителен, а подбор новостей отражает взгляд и вкусы ведущего: «Есть одна любопытная аксиома — то, что интересно тебе, то с большой гарантией будет интересно и зрителям».
Существует версия, что из программы «Петербургский час» Алексей Суханов был вынужден уйти в итоге скандала, разразившегося за полгода до увольнения. 8 апреля 2009 года, в разгар экономического кризиса в эфире программы принял участие глава Комитета экономического развития Петербурга Сергей Бодрунов, оставшийся недовольным форматом программы. Бодрунов обвинил ведущих в том, что «Петербургский час» работает в интересах оппозиции, а зрителей назвал «быдлом». Кроме того, он заявил, что выйдет на акционеров и встретится с генеральным директором канала. В течение года после данного эфира проект по очереди покинули все четверо участников инцидента — ведущие Инна Карпушина и Алексей Суханов, руководитель проекта «Петербургский час» Татьяна Александрова и главный редактор Сергей Бондаренко.